# G-13
 (février 2010).
Améliorez-le ou discutez des points à vérifier. 
La G-13 est le nom de code d'un croisement de plusieurs variétés de marijuana. La légende urbaine veut qu'elle ait été développée par la CIA et le FBI dans les années 1960 dans une base secrète du Mississippi. D'autres rumeurs affirment que la G-13 a été développée par l'Université de Washington pendant les programmes de recherches sur les vertus thérapeutiques du cannabis à la même époque. G-13 signifierait donc « Government Marijuana », le M étant la treizième lettre de l'alphabet. Elle est appréciée pour ses effets puissants et sa douceur (elle serait à 60 % indica et à 40 % sativa).
La G-13 n'est pas disponible sous sa forme originale, on ne trouve que des dérivés synthétiques des plantes souches[réf. nécessaire]. Au Canada, elle coûte à 450$ l'once[Quand ?]. 
Au cinéma, la G-13 a eu son heure de gloire dans le film American Beauty, lorsqu'un jeune dealer, Ricky Fitts, tend un sachet de ce produit au personnage joué par Kevin Spacey, pour lequel il lui demande 2 000 dollars, somme qu'il justifie par ces mots : « This shit is top of the line. It's called G-13. It's genetically engineered by the U.S. Government. It's extremely potent, but a completely mellow high. No paranoia. ».